# Camille Bellanger

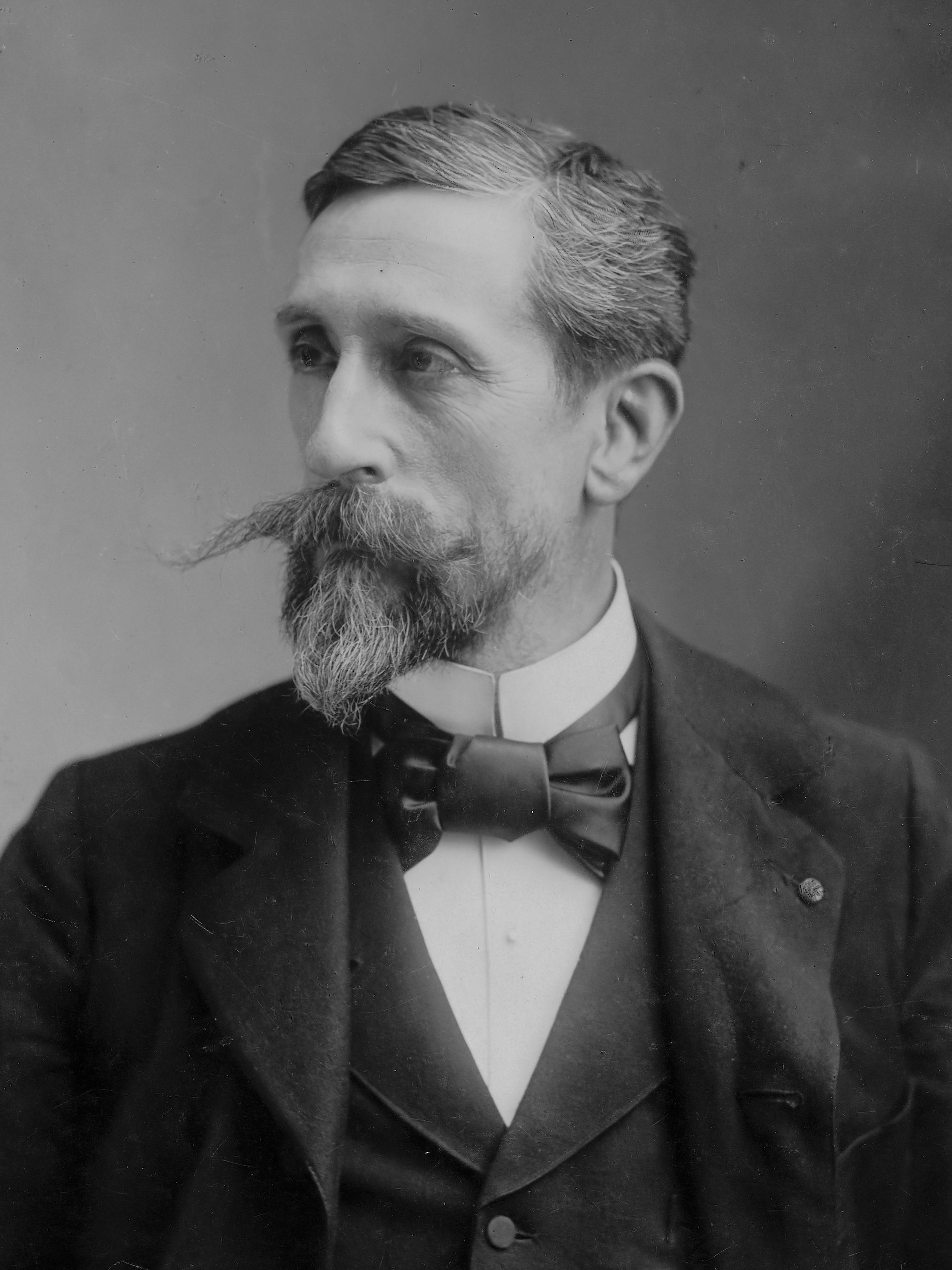
Camille Bellanger

Camille-Félix Bellanger, genannt Camille Bellanger (* 13. Januar 1853 in Paris; † 1923) war ein französischer Maler und Lithograf.

## Leben
Bellanger studierte an der École des Beaux-Arts meisteils bei Alexandre Cabanel und wechselte später an die Académie Julian zu William Adolphe Bouguereau. Er konnte mit Unterstützung seiner Lehrer schon früh an den großen, jährlich stattfindenden Ausstellungen des Salon de Paris teilnehmen.
1874 wurde er mit dem Prix de Rome (2. Klasse) ausgezeichnet. Der Preis war mit einem Stipendium dotiert, welches ihm eine Studienreise nach Rom ermöglichte und dort auch einen längeren Aufenthalt.
Bald nach seiner Rückkehr nach Paris berief man Bellanger als Dozent an die Militärschule Saint-Cyr. Parallel dazu führte er auch ein kleines Atelier, in dem er aber kaum Schüler unterrichtete. Am 22. Februar 1896 ernannte ihn Kriegsminister Georges Boulanger zum Peintre Officiel de la Marine.

## Ehrungen
- 1911 Ritter der Ehrenlegion

## Werke (Auswahl)
Bücher
- L’art du peintre. Traité pratique de dessin et de peinture. Garnier, Paris 1900 (5 Bde.)
- Le dessin aux cours préparatoires et dans les centres d’instruction militaire. Garnier, Paris 1917

Gemälde
- La tombeau. 1877
- Ange au mort d’Abel. 1875
- Crépuscule et matin. 1881
- Coucou!. 1882